# London Dial-a-Ride

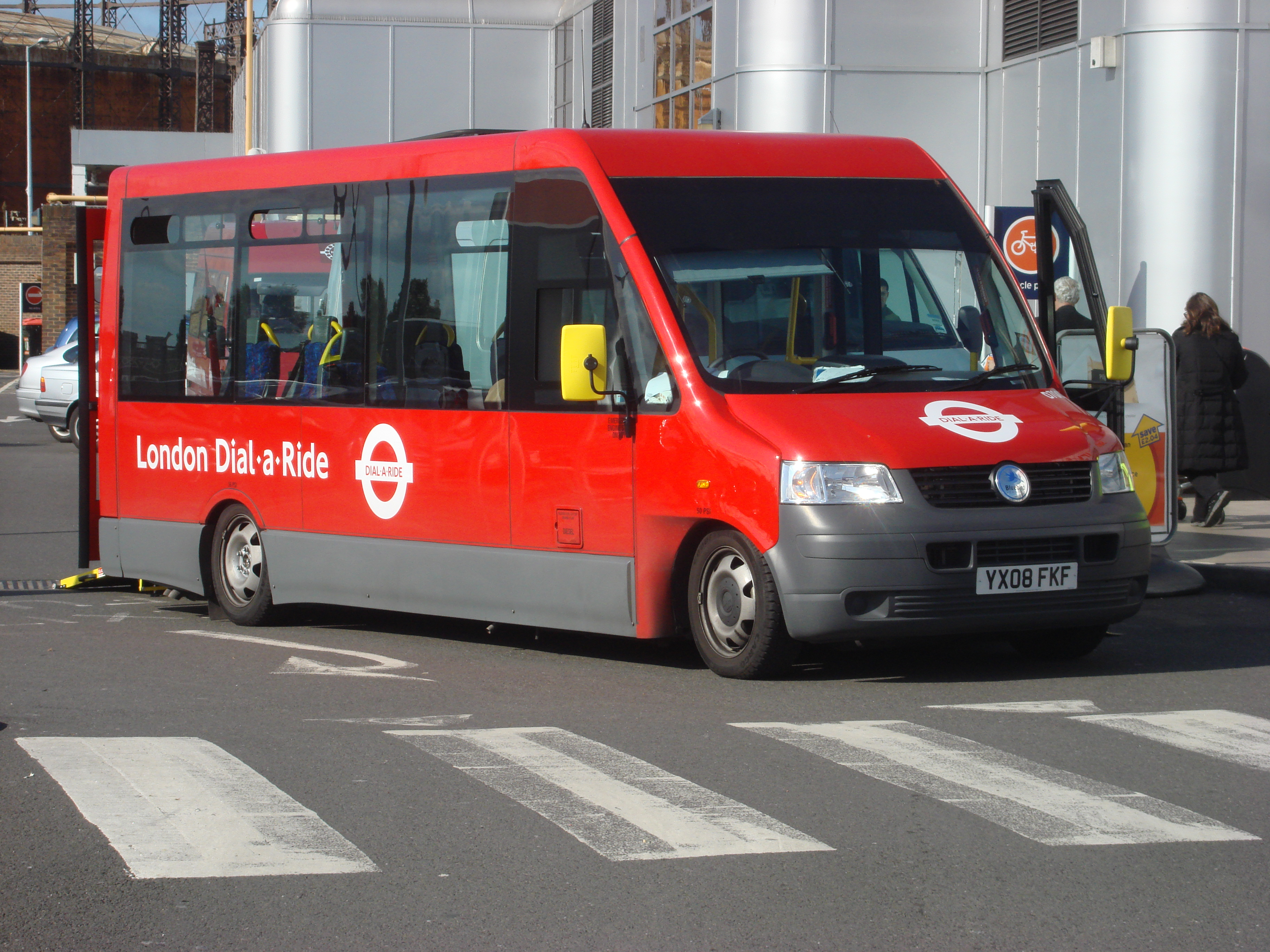
Volkswagen Bluebird Tucana

London Dial-a-Ride – usługi wykonywane z ramienia Transport for London (TfL), obejmujące bezpłatny, docelowy przewóz osób ze stałą lub długoterminową niepełnosprawnością, a także z problemami zdrowotnymi uniemożliwiającymi korzystanie z konwencjonalnego transportu publicznego.
Z systemu Dial-a-Ride mogą korzystać osoby niepełnosprawne, po złożeniu stosownej aplikacji o członkostwo w programie. Bezpłatne przewozy, w granicach 5 mil, mogą obejmować zakupy, odwiedziny u znajomych czy rodziny, uczestnictwo w kółkach czy klubach. Ponadto, przeszkoleni z udzielania pierwszej pomocy kierowcy, oferują pomoc pasażerom podczas wsiadania i wysiadania z pojazdów. 
Dial-a-Ride obsługiwane jest przez minibusy: Mercedes Sprinter, Mercedes Vario, Mercedes Vito i Volkswagen Bluebird Tucana.